# Чарльз, Уэсли
Уэсли Мэттью Чарльз (англ. Wesley Matthew Charles; род. 12 декабря 1975, Сент-Винсент и Гренадины) — сент-винсентский футболист, игравший на позиции защитника. Известен выступлениями за ирландские клубы «Брей Уондерерс» и «Голуэй Юнайтед», а также за сборную Сент-Винсента и Гренадин.

## Клубная карьера
Родился в 1975 году. Футболом начал заниматься в клубе «Брайтон Олл Старс» из города Брайтон на юге острова Сент-Винсент.
В 1998 году перебрался в Европу, где пополнил состав ирландского клуба «Слайго Роверс», вскоре стал игроком основного состава и за три сезона проведённых в клубе вышел на поле в 61 матче. В 2001 году перешёл в состав другого ирландского клуба — «Брей Уондерерс». Отыграл за клуб из города Брей следующие четыре сезона своей игровой карьеры, выйдя на поле более чем в 120 матчах в футболке клуба.
В июле 2005 года переехал в Россию, где пополнил состав клуба «Ростов», в этот момент он уже являлся капитаном сборной Сент-Винсент и Гренадин, и согласно ожиданиям руководства клуба и болельщиков должен был заменить в основном составе ушедшего из клуба южноафриканского защитника Мэтью Бута. Однако провёл полсезона в дублирующем составе, где принял участие в 5 матчах, не выйдя за основу ни в одном матче чемпионата России.
В начале 2006 года вернулся в клуб «Брей Уондерерс», в котором провёл полгода. Летом 2006 года перешёл в состав ещё одного ирландского клуба — «Голуэй Юнайтед». Сразу занял место в основном составе, и вскоре был назначен капитаном, за три неполных сезона в клубе отыграл в 58 матчах национального чемпионата.
В 2008 году переехал в Канаду где пополнил состав клуба «Ванкувер Уайткэпс», отыграв за клуб два сезона перешёл в другой канадский клуб — «Монреаль Импакт», за который сыграл в 8 матчах в 2010 году. В обоих канадских клубах игру в основе чередовал с сидением на скамейке запасных.
Профессиональную игровую карьеру завершил в Ирландии, в составе клуба «Солтхилл Девон» в 2011 году.

## Карьера в сборной
Впервые вышел на поле в майке национальной сборной 30 июля 1995 года в матче против сборной Тринидада и Тобаго, в рамках отбора на Золотой кубок КОНКАКАФ 1996 года. В 2000 году сыграл в 10 из 12 отборочных матчей к чемпионату мира 2002 года, забив дважды. Являлся капитаном национальной сборной на Карибском кубке 2010 года. Последний матч в футболке сборной сыграл в 2012 году.
Всего за 17 лет в составе сборной Сент-Винсента и Гренадин, провёл 38 матчей отметился 4 голами.